# Crematogaster aegyptiaca
Crematogaster aegyptiaca es una especie de hormiga acróbata del género Crematogaster, familia Formicidae. Fue descrita científicamente por Mayr en 1862.
Habita en el continente africano, en Egipto (desierto oriental, desierto occidental y en el Sinaí) y Eritrea y en el continente asiático, en Omán, Arabia Saudita y Emiratos Árabes Unidos.  Se encuentra a elevaciones de 2500 metros de altura.

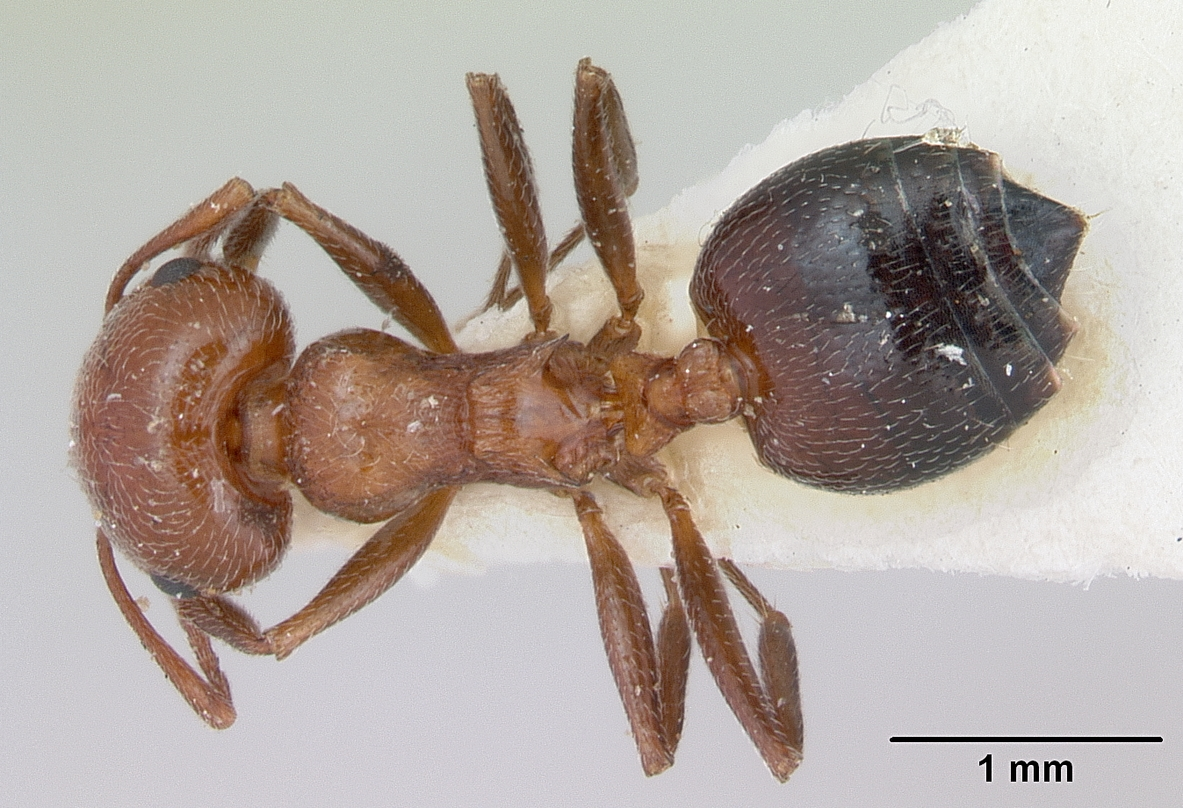
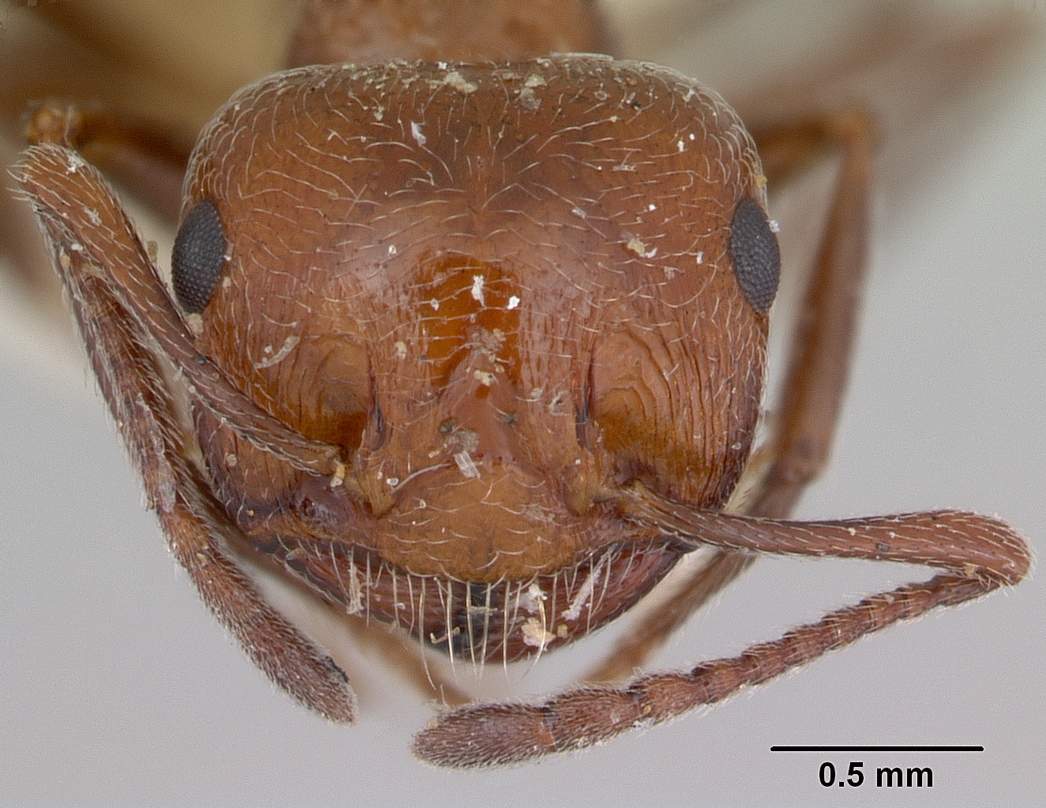
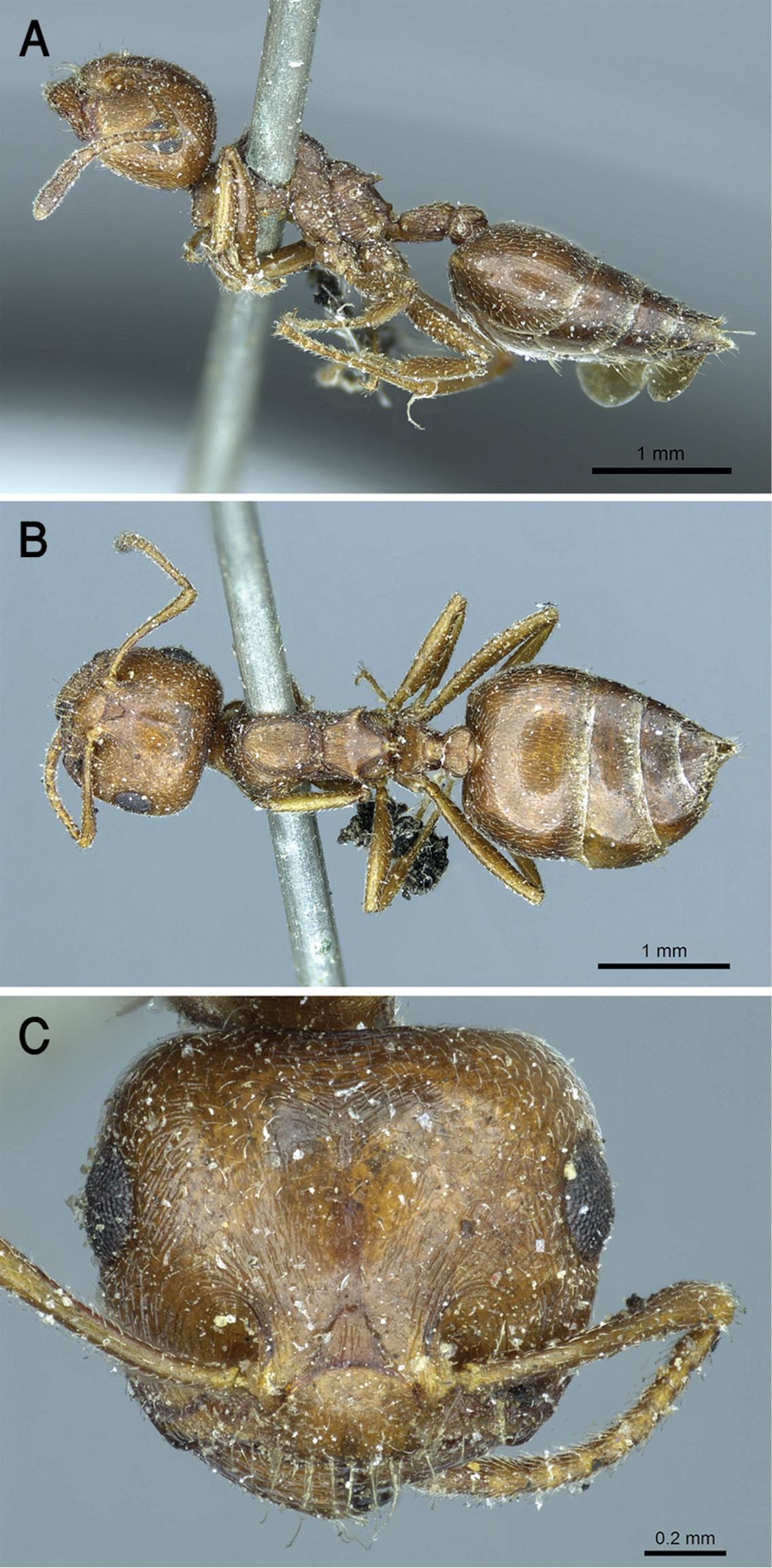